# Адмирал Сенявин (крейсер)
«Адмирал Сенявин» — советский крейсер проекта 68-бис, использовался как корабль управления.

## История строительства
Заводской номер: 437.
- 31 августа 1951 года — зачислен в списки ВМФ.
- 31 октября 1951 года — заложен на ССЗ № 189 («Завод им. С. Орджоникидзе», Ленинград).
- 22 декабря 1952 года — спущен на воду.
- 30 ноября 1954 года — введен в строй.

## История службы
- 18 декабря 1954 года — вошел в состав 4-го ВМФ.
- 7 сентября 1955 года — переведен на КСФ.
- 24 декабря 1955 года — после перехода по Севморпути из Североморска на Дальний Восток переведен в КТОФ.
- 17-21 ноября 1959 года — визит в Сурабаю.
- 31 декабря 1966 года — 24 июля 1972 года — модернизирован и перестроен на «Дальзаводе» во Владивостоке по проекту 68-У2.
- 14-19 января 1973 года — визит в Бомбей.
- 15-20 марта 1973 года — визит в Могадишо.
- 13 марта 1973 года — переклассифицирован в крейсер управления.
- 20-24 декабря 1973 года — визит в Порт-Луи.
- С 1975 по 1977 годы крейсером командовал Ф. Н. Громов, будущий адмирал флота.
- 13 июня 1978 года — во время зачетных стрельб на корабле произошёл пожар и взрыв в первой носовой башне ГК, погибли 37 человек.
- 5-10 ноября 1979 года — визит в Хайфон.
- 1 декабря 1987-1988 года —ремонт «Дальзаводе».
- 30 мая 1989 года — разоружен и исключен из состава ВМФ.
- 15 декабря 1989 года — расформирован.
- 1992 год — продан частной индийской фирме на металл.